# Síugró csapatverseny nagysáncon a 2010. évi téli olimpiai játékokon
A 2010. évi téli olimpiai játékokon a síugrás csapatversenyét nagysáncon február 22-én rendezték Whistlerben. Az aranyérmet az osztrák csapat nyerte meg. A versenyszámban nem vett részt magyar csapat.

## Eredmények
A verseny két sorozat ugrásból állt. A második sorozatban az első sorozat első nyolc helyezettje vehetett részt. Az összesített pontszám határozta meg a végső sorrendet. A távolságadatok méterben értendők.

### 1. ugrás
| Helyezés | R  | Csapat                                                                                                 | Távolság                | Pont                          |
| -------- | -- | --- | ----------------------- | ----------------------------- |
| 1.       | 12 | Ausztria (AUT) · Wolfgang Loitzl · Andreas Kofler · Thomas Morgenstern · Gregor Schlierenzauer         | 138,0 132,0 135,5 140,5 | 547,3 140,4 126,1 135,9 144,9 |
| 2.       | 11 | Németország (GER) · Michael Neumayer · Andreas Wank · Martin Schmitt · Michael Uhrmann                 | 137,0 128,5 128,0 135,0 | 509,3 135,6 120,3 119,9 133,5 |
| 3.       | 10 | Norvégia (NOR) · Anders Bardal · Tom Hilde · Johan Remen Evensen · Anders Jacobsen                     | 128,0 127,5 131,5 138,0 | 504,0 118,4 118,5 126,7 140,4 |
| 4.       | 9  | Finnország (FIN) · Matti Hautamäki · Janne Happonen · Kalle Keituri · Harri Olli                       | 133,5 128,5 123,0 134,0 | 490,2 129,8 120,3 108,4 131,7 |
| 5.       | 6  | Japán (JPN) · Itó Daiki · Takeucsi Taku · Tocsimoto Sóhei · Kaszai Noriaki                             | 129,5 125,5 128,0 133,5 | 484,7 122,1 113,4 118,4 130,8 |
| 6.       | 8  | Lengyelország (POL) · Stefan Hula · Łukasz Rutkowski · Kamil Stoch · Adam Małysz                       | 129,0 123,0 126,5 136,5 | 484,0 122,2 108,4 116,2 137,2 |
| 7.       | 5  | Csehország (CZE) · Antonín Hájek · Roman Koudelka · Lukáš Hlava · Jakub Janda                          | 129,0 131,0 125,0 128,0 | 477,4 121,2 124,3 112,5 119,4 |
| 8.       | 7  | Szlovénia (SLO) · Primoz Pikl · Mitja Mežnar · Peter Prevc · Robert Kranjec                            | 124,0 126,5 132,0 129,0 | 472,2 109,2 114,7 127,1 121,2 |
| 9.       | 3  | Franciaország (FRA) · Vincent Descombes Sevoie · David Lazzaroni · Alexandre Mabboux · Emmanuel Chedal | 125,0 108,5 127,5       | 419,8 111,0 112,0 78,8 118,0  |
| 10.      | 4  | Oroszország (RUS) · Pavel Karelin · Gyenyisz Kornyilov · Ilja Roszljakov · Dmitrij Ipatov              | 114,5 129,5 119,5 118,5 | 414,1 90,6 122,1 101,1 100,3  |
| 11.      | 2  | Egyesült Államok (USA) · Anders Johnson · Peter Frenette · Taylor Fletcher · Nicholas Alexander        | 115,5 124,5 88,5 119,0  | 340,0 92,4 111,1 36,3 100,2   |
| 12.      | 1  | Kanada (CAN) · Mackenzie Boyd-Clowes · Trevor Morrice · Eric Mitchell · Stefan Read                    | 105,0 101,0 102,0 114,0 | 294,6 72,0 64,8 66,6 91,2     |

### 2. ugrás
| Helyezés | R  | Csapat                                                                                         | 1. ugrás pontszám | 2. ugrás                | 2. ugrás                      | 2. ugrás | Összesített pontszám |
| Helyezés | R  | Csapat                                                                                         | 1. ugrás pontszám | Távolság                | Pont                          | Hely.    | Összesített pontszám |
| -------- | -- | ---------------------------------------------------------------------------------------------- | ----------------- | ----------------------- | ----------------------------- | -------- | -------------------- |
| Arany    | 12 | Ausztria (AUT) · Wolfgang Loitzl · Andreas Kofler · Thomas Morgenstern · Gregor Schlierenzauer | 547,3             | 138,5 142,0 135,0 146,5 | 560,6 141,8 138,6 135,0 145,2 | 1.       | 1107,9               |
| Ezüst    | 11 | Németország (GER) · Michael Neumayer · Andreas Wank · Martin Schmitt · Michael Uhrmann         | 509,3             | 136,5 139,0 122,0 140,0 | 526,5 134,7 141,7 106,6 143,5 | 2.       | 1035,8               |
| Bronz    | 10 | Norvégia (NOR) · Anders Bardal · Tom Hilde · Johan Remen Evensen · Anders Jacobsen             | 504,0             | 127,0 139,0 129,5 140,5 | 526,3 117,1 141,7 122,1 145,4 | 3.       | 1030,3               |
| 4.       | 9  | Finnország (FIN) · Matti Hautamäki · Janne Happonen · Kalle Keituri · Harri Olli               | 490,2             | 130,0 139,0 132,0 134,5 | 524,4 123,5 142,2 126,6 132,1 | 4.       | 1014,6               |
| 5.       | 6  | Japán (JPN) · Itó Daiki · Takeucsi Taku · Tocsimoto Sóhei · Kaszai Noriaki                     | 484,7             | 133,5 129,5 132,0 140,0 | 523,0 130,8 122,1 126,6 143,5 | 5.       | 1007,7               |
| 6.       | 8  | Lengyelország (POL) · Stefan Hula · Łukasz Rutkowski · Kamil Stoch · Adam Małysz               | 484,0             | 127,5 134,5 139,5       | 512,7 118,5 132,6 143,1       | 6.       | 996,7                |
| 7.       | 5  | Csehország (CZE) · Antonín Hájek · Roman Koudelka · Lukáš Hlava · Jakub Janda                  | 477,4             | 135,0 135,5 126,0 129,0 | 504,4 134,0 134,4 114,3 121,7 | 7.       | 981,8                |
| 8.       | 7  | Szlovénia (SLO) · Primoz Pikl · Mitja Mežnar · Peter Prevc · Robert Kranjec                    | 472,2             | 119,5 131,0 127,5 139,0 | 486,6 102,1 124,3 118,0 142,2 | 8.       | 958,8                |